# Chilei labdarúgó-válogatott
A chilei labdarúgó-válogatott Chile nemzeti labdarúgócsapata, amelyet a chilei labdarúgó-szövetség (spanyolul: Federación de Futból de Chile) irányít. Alapító tagja volt a CONMEBOL-nak.
A "La Roja" ezidáig kilenc világbajnokságon volt jelen. Legjobb eredménye: egy harmadik hely az 1962-es labdarúgó-világbajnokságról, amit Chilében rendeztek. 2015-ben megszerezték történetük első Copa América győzelmét, amit egy évvel később 2016-ban megvédtek. Győzelmükkel részvételi jogot szereztek a 2017-es konföderációs kupára.
Utánpótlás korosztályokban Chile bronzérmet nyert az 1993-as U17-es labdarúgó-világbajnokságon, amelyet Japánban rendeztek, és a 2007-es kanadai U20-as labdarúgó-világbajnokságon.

## A válogatott története

### Korai évek (1916–1961)
A chilei labdarúgó-szövetség a második legidősebb szövetség Dél-Amerikában, melyet Valparaísoban alapítottak 1895. június 19-én. Chile egyike volt a négy CONMEBOL alapító tagállamnak. Argentína, Brazília és Uruguay mellett részt vettek az első 1916-os Dél-amerikai bajnokságon.
Az 1930-as világbajnokság tizenhárom tagú mezőnyének szintén tagjai voltak. A chileiek szövetségi kapitánya ekkor a magyar Orth György volt. A bemutatkozás jól sikerült. Mexikót és Franciaországot kapott gól nélkül győzték le. Az Argentína elleni 3–1-es vereséggel a második helyen végeztek a csoportban, ez azonban nem jelentett továbbjutást. Az 1950-es világbajnokságon Chile az első fordulóban kiesett, bár az Egyesült Államokat 5-2-re legyőzték.

### 1962-es labdarúgó-világbajnokság
Az 1962-es chilei világbajnokság volt a harmadik, amit Dél-Amerikában rendeztek. 1960-ban a Richter skálán mért 9,5 erősségű földrengés rázta meg az országot. Ez volt a legnagyobb chilei és a valaha mért legnagyobb földrengés a földön. A természeti katasztrófa ellenére Chilében folytatódott a világbajnokság szervezése. Az első mérkőzésükön Svájccal találkoztak és 3–1-re nyertek, majd következett Olaszország és 2–0-s hazai siker született. A mérkőzést az angol Ken Aston vezette, akinek nem ez volt élete meccse. Az olaszok közül 2 embert kiállított, holott a pályán végig ment az adok-kapok és a végén a csapatok csak rendőri kísérettel hagyták el a játékmezőt. Később Chile meglepetése legyőzte az Európa-bajnok Szovjetuniót és ezáltal az elődöntőbe jutott. A világbajnoki címvédő Brazil válogatott volt az ellenfele és 76 000 néző előtt 4–2-es vereséget szenvedtek. Az összecsapásról kiállították a braziloktól Garrinchát, a chileiek részéről pedig Landat. A harmadik helyért rendezett mérkőzésen 1–0-ra legyőzték Jugoszláviát. Eddigi legjobb világbajnoki eredményük
A csapat állítása szerint Svájc legyőzése előtt svájci sajtot, az olasz meccs előtt spagettit ettek, és vodkát ittak a győztes szovjet meccs előtt. Kávét is fogyasztottak a brazilok ellen, de nem sikerült őket legyőzni. Mindenesetre máig ez a chilei válogatott legjobb eredménye, amit világbajnokságon elért.

### 1966–2006
Az 1966-os angliai világbajnokságon 1 pontot szereztek és a csoportjukban a negyedik helyen végezve kiestek. Olaszországtól 2–0-ra, a Szovjetuniótól 2–1-re kaptak ki, Észak-Koreával pedig 1–1-es döntetlent játszottak.
Az 1974-es világbajnokságon egy csoportba kerültek a házigazda és későbbi világbajnok NSZK válogatottjával, akik ellen 1–0-s vereséggel kezdték meg a tornát. A maradék két mérkőzésükön döntetlent értek el az NDK (1–1) és Ausztrália (0–0) ellen. A csoportból ezúttal sem sikerült továbbjutniuk.
A következő világbajnoki szereplésükre 1982-ben került sor. Ekkor azonban mindhárom mérkőzésüket elveszítették. Ausztria (0–1), az NSZK (1–4) és Algéria (2–3) ellen.
Ezután egy hosszabb időszak következett vb szereplés nélkül. Legközelebb az 1998-as franciaországi tornára sikerült kijutniuk. A B csoportba kaptak besorolást: Olaszország, Ausztria és Kamerun társaságában.
Első mérkőzésükön 2–2-t játszottak az olaszokkal. Marcelo Salas két gólt szerzett, amire Christian Vieri és Roberto Baggio válaszolt tizenegyesből. Chile a következő találkozóján 1–1-re végezett Ausztriával, majd az utolsó csoportmérkőzésén szintén 1–1-es játszott Kamerunnal. A csoportból továbbjutva Brazíliát kapták ellenfélnek a nyolcaddöntőben, ahol sima 4–1-es vereséget szenvedtek és kiestek. A 2000-es nyári olimpiai játékokon bronzérmet szereztek, Iván Zamorano pedig a torna gólkirálya lett. Bár 1992 óta U23-as csapatok vesznek részt az ötkarikás játékokon, ettől függetlenül ez a bronzérem Chile legjobb eredménye az olimpiák történetében. A 2002-es és a 2006-os világbajnokságra nem sikerült kijutniuk.

### 2010-es évek
A 2010-es világbajnokságra azonban ismét összejött a részvétel. A Kolumbia elleni idegenbeli világbajnoki selejtezőn 4–2-re győztek és ezzel eldőlt, hogy Chile kijut a 2010-es labdarúgó-világbajnokságra. A H csoportba kerültek. Első mérkőzésükön Jean Beausejour találatával 1–0-ra legyőzték Hondurast. Ez volt az első győzelmük azóta, hogy 1962-ben megverték Jugoszláviát. Második mérkőzésükön szintén 1–0-s győzelmet arattak, ezúttal Svájc ellen. Spanyolországtól végezetül 2–1-es vereséget szenvedtek, de a második helyen továbbjutottak a csoportból. A nyolcaddöntőben akárcsak a legutolsó világbajnoki szereplésük alkalmával (1998) ismét Brazília várta őket és ismét vereséget szenvedtek 3–0 arányban.
A 2014-es tornán Brazíliában, már 2 mérkőzés után bejutottak a nyolcaddöntőbe. A csoportkörben Ausztráliát 3-1, a címvédő Spanyolországot pedig 2-0 arányban győzték le. A nyolcaddöntőben a házigazda Brazíliával találkoztak. David Luiz góljával megszerezték a vezetést, amit Alexis Sánchez nem sokkal később kiegyenlített. Végül büntetőkkel dőlt el a továbbjutás sorsa, melyben a brazilok bizonyultak jobbnak 3–2 arányban.

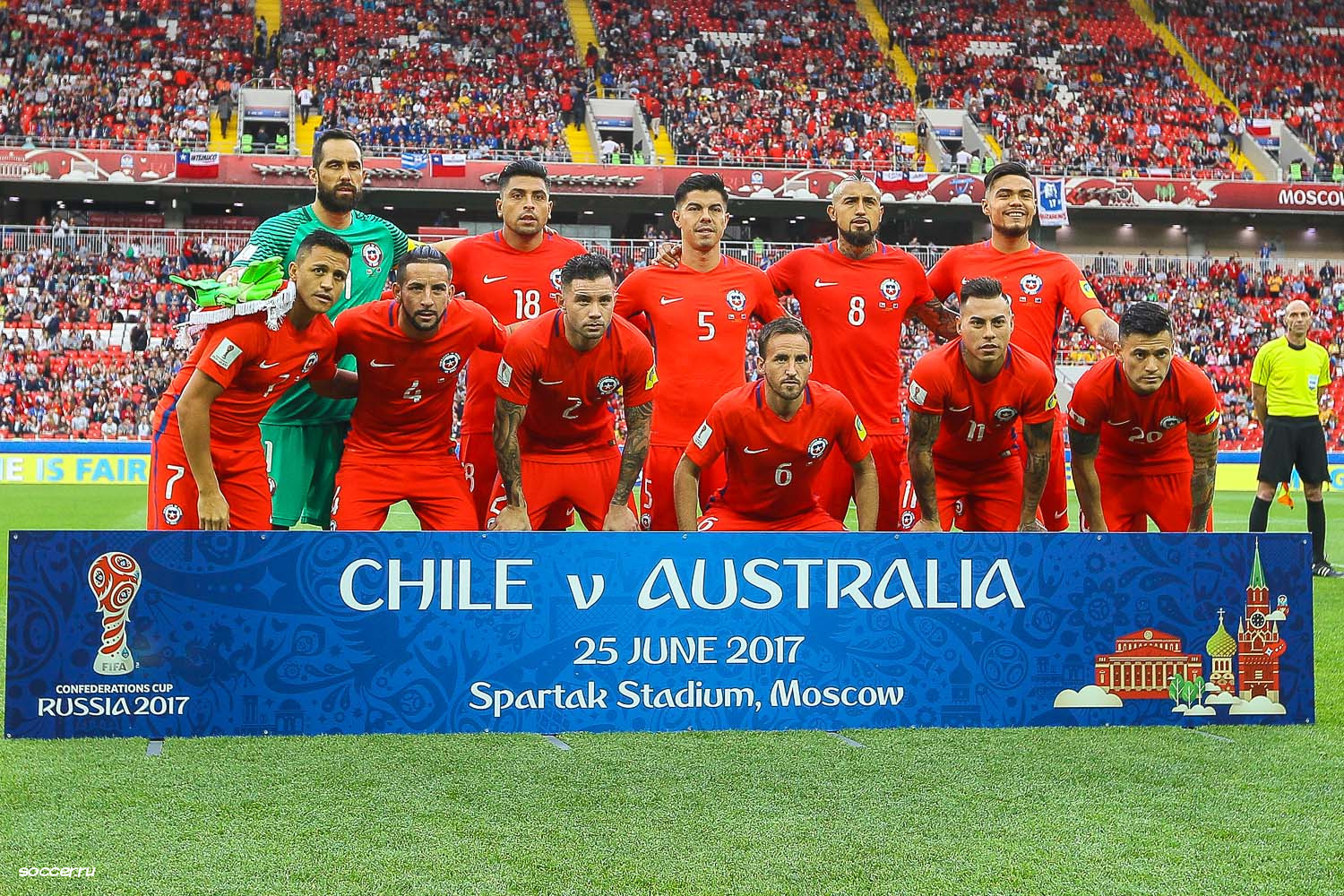
A chilei válogatott a 2017-es konföderációs kupán

A 2015-ös Copa Américát Chilében rendezték. A tornát az Ecuador elleni 2–0-s győzelemmel kezdték. Ezt követően 3–3-s döntetlent játszottak Mexikóval, Bolíviát pedig 5–0-ra verték. A negyeddöntőben Uruguayt 1–0-ra, az elődöntőben Perut 2–1-re győzték le. A döntőben Argentínával találkoztak. A rendes játékidő és a hosszabbítás sem hozott találatot, ezért a büntetők határoztak, melyben a chileiek jobbak voltak 4–1 arányban, így megszerezték történetük első Copa América győzelmét. 
Egy évvel később a 2016-os Copa Américán második tornájukat nyerték. A döntőben újból Argentínával játszottak és ismét a tizenegyesek döntöttek.
A 2015-ös Copa América győzelemnek köszönhetően részt vettek a 2017-es konföderációs kupán. Első mérkőzésükön Arturo Vidal és Eduardo Vargas góljával 2–0-ra legyőzték Kamerunt. A folytatásban Németországgal és Ausztráliával 1–1-es döntetlent játszottak. Az elődöntőben Portugáliával találkoztak és büntetőkkel jutottak tovább. A döntőt 1–0-ra elveszítették Németországgal szemben.
A 2018-as világbajnokság dél-amerikai selejtezőiben a hatodik helyen végeztek és lemaradtak a pótselejtezőről is. Peruval azonos pontszámmal zártak, de a rosszabb gólkülönbsége miatt Chile lett a hatodik helyezett. A világbajnokság előtt a világranglista 9. helyén álltak, amivel a legmagasabban rangsorolt hiányzónak számítottak. a 2019-es Copa Américán két győzelemmel és egy vereséggel a második helyen jutottak tovább a csoportjukból. A negyeddöntőben Kolumbiával találkoztak. A rendes játékidőben és a hosszabbításban sem született gól, így a büntetőrúgások döntöttek, amiben 5–4 arányban Chile bizonyult jobbnak. Az elődöntőt elveszítették 3–0-ra Peruval szemben és a bronzmérkőzésen is kikaptak Argentínától 2–1-re.

### 2020-as évek
A 2021-es Copa Américán a csoportkör déli zónájában (A csoport) Argentínával és Bolíviával 1–1-es döntetlent játszottak, Bolíviát 1–0-ra legyőzték, míg Paraguay ellen 2–0-ra kikaptak. A negyeddöntőt 1–0-ra elveszítették Brazíliával szemben és búcsúztak a tornától.
A 2022-es világbajnokság dél-amerikai selejtezőiben a heetdik helyen végeztek és nem jutottak ki a Katarban rendezett tornára.

## Stadion

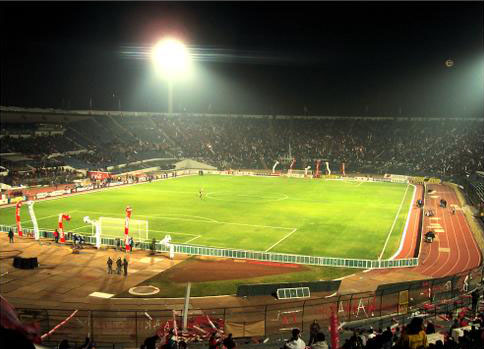
Az Estadio Nacional kivilágítva.

A chilei labdarúgó-válogatott hazai válogatott mérkőzéseit az Estadio Nacionalban játssza, amely a fővárosban, Santiagoban, a Ñuñoa nevezetű városrészben található. A stadion építése 1937 januárjában kezdődött és 1938. december 3-án nyitották meg. Befogadóképessége eredetileg 65 000 néző, de előfordult, hogy akár 75 000-en tekintették meg az aktuális mérkőzést, mivel az különös jelentőséggel bírt. Erre példa az 1962-es labdarúgó-világbajnokság egyik elődöntője, ami Chile és Brazília között zajlott 76 000 néző nyilvánossága előtt.
A stadionban rendeztek 4 Copa América döntőt, és az 1962-es labdarúgó-világbajnokság, illetve az 1987-es ifjúsági labdarúgó-világbajnokság döntőjét is itt játszották.

## Nemzetközi eredmények
Világbajnokság
- Bronzérmes: 1 alkalommal (1962)

Copa América
- Aranyérmes: 2 alkalommal (2015, 2016)
- Ezüstérmes: 4 alkalommal (1955, 1956, 1979, 1987)
- Bronzérmes: 5 alkalommal (1926, 1941, 1945, 1967, 1991)

 Olimpiai játékok
- Bronzérmes: 1 alkalommal (2000)

### Világbajnoki szereplés
| Év       | Eredmény      | Hely          | M             | GY            | D             | V             | RG            | KG            |
| -------- | ------------- | ------------- | ------------- | ------------- | ------------- | ------------- | ------------- | ------------- |
| 1930     | Csoportkör    | 5.            | 3             | 2             | 0             | 1             | 5             | 3             |
| 1934     | Visszalépett  | Visszalépett  | Visszalépett  | Visszalépett  | Visszalépett  | Visszalépett  | Visszalépett  | Visszalépett  |
| 1938     | Visszalépett  | Visszalépett  | Visszalépett  | Visszalépett  | Visszalépett  | Visszalépett  | Visszalépett  | Visszalépett  |
| 1950     | Csoportkör    | 9.            | 3             | 1             | 0             | 2             | 5             | 6             |
| 1954     | Nem jutott be | Nem jutott be | Nem jutott be | Nem jutott be | Nem jutott be | Nem jutott be | Nem jutott be | Nem jutott be |
| 1958     | Nem jutott be | Nem jutott be | Nem jutott be | Nem jutott be | Nem jutott be | Nem jutott be | Nem jutott be | Nem jutott be |
| 1962     | Elődöntő      | 3.            | 6             | 4             | 0             | 2             | 10            | 8             |
| 1966     | Csoportkör    | 13.           | 3             | 0             | 1             | 2             | 2             | 5             |
| 1970     | Nem jutott be | Nem jutott be | Nem jutott be | Nem jutott be | Nem jutott be | Nem jutott be | Nem jutott be | Nem jutott be |
| 1974     | Csoportkör    | 11.           | 3             | 0             | 2             | 1             | 1             | 2             |
| 1978     | Nem jutott be | Nem jutott be | Nem jutott be | Nem jutott be | Nem jutott be | Nem jutott be | Nem jutott be | Nem jutott be |
| 1982     | Csoportkör    | 22.           | 3             | 0             | 0             | 3             | 3             | 8             |
| 1986     | Nem jutott be | Nem jutott be | Nem jutott be | Nem jutott be | Nem jutott be | Nem jutott be | Nem jutott be | Nem jutott be |
| 1990     | Nem jutott be | Nem jutott be | Nem jutott be | Nem jutott be | Nem jutott be | Nem jutott be | Nem jutott be | Nem jutott be |
| 1994     | Kizárták      | Kizárták      | Kizárták      | Kizárták      | Kizárták      | Kizárták      | Kizárták      | Kizárták      |
| 1998     | Nyolcaddöntő  | 16.           | 4             | 0             | 3             | 1             | 5             | 8             |
| 2002     | Nem jutott be | Nem jutott be | Nem jutott be | Nem jutott be | Nem jutott be | Nem jutott be | Nem jutott be | Nem jutott be |
| 2006     | Nem jutott be | Nem jutott be | Nem jutott be | Nem jutott be | Nem jutott be | Nem jutott be | Nem jutott be | Nem jutott be |
| 2010     | Nyolcaddöntő  | 10.           | 4             | 2             | 0             | 2             | 3             | 5             |
| 2014     | Nyolcaddöntő  | 9.            | 4             | 2             | 1             | 1             | 6             | 4             |
| 2018     | Nem jutott be | Nem jutott be | Nem jutott be | Nem jutott be | Nem jutott be | Nem jutott be | Nem jutott be | Nem jutott be |
| 2022     | Nem jutott be | Nem jutott be | Nem jutott be | Nem jutott be | Nem jutott be | Nem jutott be | Nem jutott be | Nem jutott be |
| Összesen | Elődöntő      | 9/22          | 33            | 11            | 7             | 15            | 40            | 49            |

| Év       | Eredmény       | Hely           | M              | Gy             | D              | V              | RG             | KG             |
| -------- | -------------- | -------------- | -------------- | -------------- | -------------- | -------------- | -------------- | -------------- |
| 1916     | Negyedik hely  | 4.             | 3              | 0              | 1              | 2              | 2              | 11             |
| 1917     | Negyedik hely  | 4.             | 3              | 0              | 0              | 3              | 0              | 10             |
| 1919     | Negyedik hely  | 4.             | 3              | 0              | 0              | 3              | 1              | 12             |
| 1920     | Negyedik hely  | 4.             | 3              | 0              | 1              | 2              | 2              | 4              |
| 1921     | Visszalépett   | Visszalépett   | Visszalépett   | Visszalépett   | Visszalépett   | Visszalépett   | Visszalépett   | Visszalépett   |
| 1922     | Ötödik hely    | 5.             | 4              | 0              | 1              | 3              | 1              | 10             |
| 1923     | Visszalépett   | Visszalépett   | Visszalépett   | Visszalépett   | Visszalépett   | Visszalépett   | Visszalépett   | Visszalépett   |
| 1924     | Negyedik hely  | 4.             | 3              | 0              | 0              | 3              | 1              | 10             |
| 1925     | Visszalépett   | Visszalépett   | Visszalépett   | Visszalépett   | Visszalépett   | Visszalépett   | Visszalépett   | Visszalépett   |
| 1926     | Harmadik hely  | 3.             | 4              | 2              | 1              | 1              | 14             | 6              |
| 1927     | Visszalépett   | Visszalépett   | Visszalépett   | Visszalépett   | Visszalépett   | Visszalépett   | Visszalépett   | Visszalépett   |
| 1929     | Nem vett részt | Nem vett részt | Nem vett részt | Nem vett részt | Nem vett részt | Nem vett részt | Nem vett részt | Nem vett részt |
| 1935     | Negyedik hely  | 4.             | 3              | 0              | 0              | 3              | 2              | 7              |
| 1937     | Ötödik hely    | 5.             | 5              | 1              | 1              | 3              | 12             | 13             |
| 1939     | Negyedik hely  | 4.             | 4              | 1              | 0              | 3              | 8              | 12             |
| 1941     | Harmadik hely  | 3.             | 4              | 2              | 0              | 2              | 6              | 3              |
| 1942     | Hatodik hely   | 6.             | 6              | 1              | 1              | 4              | 4              | 15             |
| 1945     | Harmadik hely  | 3.             | 6              | 4              | 1              | 1              | 15             | 5              |
| 1946     | Ötödik hely    | 5.             | 5              | 2              | 0              | 3              | 8              | 11             |
| 1947     | Negyedik hely  | 4.             | 7              | 4              | 1              | 2              | 14             | 13             |
| 1949     | Ötödik hely    | 5.             | 7              | 2              | 1              | 4              | 10             | 14             |
| 1953     | Negyedik hely  | 4.             | 6              | 3              | 1              | 2              | 10             | 10             |
| 1955     | Második hely   | 2.             | 5              | 3              | 1              | 1              | 19             | 8              |
| 1956     | Második hely   | 2.             | 5              | 3              | 0              | 2              | 11             | 8              |
| 1957     | Hatodik hely   | 6.             | 6              | 1              | 1              | 4              | 9              | 17             |
| 1959     | Ötödik hely    | 5.             | 6              | 2              | 1              | 3              | 9              | 14             |
| 1959     | Nem vett részt | Nem vett részt | Nem vett részt | Nem vett részt | Nem vett részt | Nem vett részt | Nem vett részt | Nem vett részt |
| 1963     | Nem vett részt | Nem vett részt | Nem vett részt | Nem vett részt | Nem vett részt | Nem vett részt | Nem vett részt | Nem vett részt |
| 1967     | Harmadik hely  | 3.             | 5              | 2              | 2              | 1              | 8              | 6              |
| Összesen | Második hely   | 22/29          | 103            | 33             | 15             | 55             | 166            | 219            |

| Év       | Eredmény    | Hely  | M  | Gy | D  | V  | RG  | KG |
| -------- | ----------- | ----- | -- | -- | -- | -- | --- | -- |
| 1975     | Csoportkör  | 6.    | 4  | 1  | 1  | 2  | 7   | 6  |
| 1979     | Döntő       | 2.    | 9  | 4  | 3  | 2  | 13  | 6  |
| 1983     | Csoportkör  | 5.    | 4  | 2  | 1  | 1  | 8   | 2  |
| 1987     | Döntő       | 2.    | 4  | 3  | 0  | 1  | 9   | 3  |
| 1989     | Csoportkör  | 5.    | 4  | 2  | 0  | 2  | 7   | 5  |
| 1991     | Elődöntő    | 3.    | 7  | 3  | 2  | 2  | 11  | 6  |
| 1993     | Csoportkör  | 7.    | 3  | 1  | 0  | 2  | 3   | 4  |
| 1995     | Csoportkör  | 11.   | 3  | 0  | 1  | 2  | 3   | 8  |
| 1997     | Csoportkör  | 9.    | 3  | 0  | 0  | 3  | 1   | 5  |
| 1999     | Elődöntő    | 4.    | 6  | 2  | 1  | 3  | 8   | 7  |
| 2001     | Negyeddöntő | 7.    | 4  | 2  | 0  | 2  | 5   | 5  |
| 2004     | Csoportkör  | 10.   | 3  | 0  | 1  | 2  | 2   | 4  |
| 2007     | Negyeddöntő | 8.    | 4  | 1  | 1  | 2  | 4   | 11 |
| 2011     | Negyeddöntő | 5.    | 4  | 2  | 1  | 1  | 5   | 4  |
| 2015     | Győztes     | 1.    | 6  | 4  | 2  | 0  | 13  | 4  |
| 2016     | Győztes     | 1.    | 6  | 4  | 1  | 1  | 16  | 5  |
| 2019     | Elődöntő    | 4.    | 6  | 2  | 1  | 3  | 7   | 7  |
| 2021     |             |       |    |    |    |    |     |    |
| 2024     |             |       |    |    |    |    |     |    |
| Összesen | 2 győzelem  | 17/17 | 80 | 33 | 16 | 31 | 122 | 92 |

| Év       | Eredmény                | Hely                    | M                       | Gy                      | D                       | V                       | Rg                      | Kg                      |
| -------- | ----------------------- | ----------------------- | ----------------------- | ----------------------- | ----------------------- | ----------------------- | ----------------------- | ----------------------- |
| 1908     | Nem indult              | Nem indult              | Nem indult              | Nem indult              | Nem indult              | Nem indult              | Nem indult              | Nem indult              |
| 1912     | Nem indult              | Nem indult              | Nem indult              | Nem indult              | Nem indult              | Nem indult              | Nem indult              | Nem indult              |
| 1920     | Nem indult              | Nem indult              | Nem indult              | Nem indult              | Nem indult              | Nem indult              | Nem indult              | Nem indult              |
| 1924     | Nem indult              | Nem indult              | Nem indult              | Nem indult              | Nem indult              | Nem indult              | Nem indult              | Nem indult              |
| 1928     | Vigaszág döntő          | 10.                     | 3                       | 1                       | 1                       | 1                       | 7                       | 7                       |
| 1932     | Nem volt labdarúgótorna | Nem volt labdarúgótorna | Nem volt labdarúgótorna | Nem volt labdarúgótorna | Nem volt labdarúgótorna | Nem volt labdarúgótorna | Nem volt labdarúgótorna | Nem volt labdarúgótorna |
| 1936     | Visszalépett            | Visszalépett            | Visszalépett            | Visszalépett            | Visszalépett            | Visszalépett            | Visszalépett            | Visszalépett            |
| 1948     | Nem indult              | Nem indult              | Nem indult              | Nem indult              | Nem indult              | Nem indult              | Nem indult              | Nem indult              |
| 1952     | Selejtezők              | 17.                     | 1                       | 0                       | 0                       | 1                       | 4                       | 5                       |
| 1956     | Nem indult              | Nem indult              | Nem indult              | Nem indult              | Nem indult              | Nem indult              | Nem indult              | Nem indult              |
| 1960     | Nem jutott be           | Nem jutott be           | Nem jutott be           | Nem jutott be           | Nem jutott be           | Nem jutott be           | Nem jutott be           | Nem jutott be           |
| 1964     | Nem jutott be           | Nem jutott be           | Nem jutott be           | Nem jutott be           | Nem jutott be           | Nem jutott be           | Nem jutott be           | Nem jutott be           |
| 1968     | Nem jutott be           | Nem jutott be           | Nem jutott be           | Nem jutott be           | Nem jutott be           | Nem jutott be           | Nem jutott be           | Nem jutott be           |
| 1972     | Nem jutott be           | Nem jutott be           | Nem jutott be           | Nem jutott be           | Nem jutott be           | Nem jutott be           | Nem jutott be           | Nem jutott be           |
| 1976     | Nem jutott be           | Nem jutott be           | Nem jutott be           | Nem jutott be           | Nem jutott be           | Nem jutott be           | Nem jutott be           | Nem jutott be           |
| 1980     | Nem jutott be           | Nem jutott be           | Nem jutott be           | Nem jutott be           | Nem jutott be           | Nem jutott be           | Nem jutott be           | Nem jutott be           |
| 1984     | Negyeddöntő             | 17.                     | 4                       | 1                       | 2                       | 1                       | 2                       | 2                       |
| 1988     | Nem jutott be           | Nem jutott be           | Nem jutott be           | Nem jutott be           | Nem jutott be           | Nem jutott be           | Nem jutott be           | Nem jutott be           |
| 1992     | Nem jutott be           | Nem jutott be           | Nem jutott be           | Nem jutott be           | Nem jutott be           | Nem jutott be           | Nem jutott be           | Nem jutott be           |
| 1996     | Nem jutott be           | Nem jutott be           | Nem jutott be           | Nem jutott be           | Nem jutott be           | Nem jutott be           | Nem jutott be           | Nem jutott be           |
| 2000     | Bronzérmes              | 3.                      | 6                       | 4                       | 0                       | 2                       | 14                      | 6                       |
| 2004     | Nem jutott be           | Nem jutott be           | Nem jutott be           | Nem jutott be           | Nem jutott be           | Nem jutott be           | Nem jutott be           | Nem jutott be           |
| 2008     | Nem jutott be           | Nem jutott be           | Nem jutott be           | Nem jutott be           | Nem jutott be           | Nem jutott be           | Nem jutott be           | Nem jutott be           |
| 2012     | Nem jutott be           | Nem jutott be           | Nem jutott be           | Nem jutott be           | Nem jutott be           | Nem jutott be           | Nem jutott be           | Nem jutott be           |
| 2016     | Nem jutott be           | Nem jutott be           | Nem jutott be           | Nem jutott be           | Nem jutott be           | Nem jutott be           | Nem jutott be           | Nem jutott be           |
| Összesen | Bronzérmes              | 4/24                    | 14                      | 6                       | 3                       | 5                       | 27                      | 20                      |

| Év       | Eredmény      | Hely          | M             | Gy            | D             | V             | Rg            | Kg            |
| -------- | ------------- | ------------- | ------------- | ------------- | ------------- | ------------- | ------------- | ------------- |
| 1992     | Nem jutott be | Nem jutott be | Nem jutott be | Nem jutott be | Nem jutott be | Nem jutott be | Nem jutott be | Nem jutott be |
| 1995     | Nem jutott be | Nem jutott be | Nem jutott be | Nem jutott be | Nem jutott be | Nem jutott be | Nem jutott be | Nem jutott be |
| 1997     | Nem jutott be | Nem jutott be | Nem jutott be | Nem jutott be | Nem jutott be | Nem jutott be | Nem jutott be | Nem jutott be |
| 1999     | Nem jutott be | Nem jutott be | Nem jutott be | Nem jutott be | Nem jutott be | Nem jutott be | Nem jutott be | Nem jutott be |
| 2001     | Nem jutott be | Nem jutott be | Nem jutott be | Nem jutott be | Nem jutott be | Nem jutott be | Nem jutott be | Nem jutott be |
| 2003     | Nem jutott be | Nem jutott be | Nem jutott be | Nem jutott be | Nem jutott be | Nem jutott be | Nem jutott be | Nem jutott be |
| 2005     | Nem jutott be | Nem jutott be | Nem jutott be | Nem jutott be | Nem jutott be | Nem jutott be | Nem jutott be | Nem jutott be |
| 2009     | Nem jutott be | Nem jutott be | Nem jutott be | Nem jutott be | Nem jutott be | Nem jutott be | Nem jutott be | Nem jutott be |
| 2013     | Nem jutott be | Nem jutott be | Nem jutott be | Nem jutott be | Nem jutott be | Nem jutott be | Nem jutott be | Nem jutott be |
| 2017     | Ezüstérmes    | 2.            | 5             | 1             | 3             | 1             | 4             | 3             |
| Összesen |               | 1/11          | 5             | 1             | 3             | 1             | 4             | 3             |

| Év       | Eredmény       | Hely           | M              | Gy             | D              | V              | Rg             | Kg             |
| -------- | -------------- | -------------- | -------------- | -------------- | -------------- | -------------- | -------------- | -------------- |
| 1951     | Harmadik hely  | 3.             | 4              | 1              | 2              | 1              | 8              | 6              |
| 1955     | Nem vett részt | Nem vett részt | Nem vett részt | Nem vett részt | Nem vett részt | Nem vett részt | Nem vett részt | Nem vett részt |
| 1959     | Nem vett részt | Nem vett részt | Nem vett részt | Nem vett részt | Nem vett részt | Nem vett részt | Nem vett részt | Nem vett részt |
| 1963     | Harmadik hely  | 3.             | 4              | 2              | 1              | 1              | 12             | 6              |
| 1967     | Nem vett részt | Nem vett részt | Nem vett részt | Nem vett részt | Nem vett részt | Nem vett részt | Nem vett részt | Nem vett részt |
| 1971     | Nem vett részt | Nem vett részt | Nem vett részt | Nem vett részt | Nem vett részt | Nem vett részt | Nem vett részt | Nem vett részt |
| 1975     | Nem vett részt | Nem vett részt | Nem vett részt | Nem vett részt | Nem vett részt | Nem vett részt | Nem vett részt | Nem vett részt |
| 1979     | Nem vett részt | Nem vett részt | Nem vett részt | Nem vett részt | Nem vett részt | Nem vett részt | Nem vett részt | Nem vett részt |
| 1983     | Csoportkör     | 4.             | 3              | 1              | 2              | 0              | 3              | 2              |
| 1987     | Döntő          | 2.             | 5              | 2              | 2              | 1              | 6              | 6              |
| 1991     | Nem vett részt | Nem vett részt | Nem vett részt | Nem vett részt | Nem vett részt | Nem vett részt | Nem vett részt | Nem vett részt |
| 1995     | Negyeddöntő    | 8.             | 4              | 1              | 1              | 2              | 3              | 6              |
| 1999     | Nem vett részt | Nem vett részt | Nem vett részt | Nem vett részt | Nem vett részt | Nem vett részt | Nem vett részt | Nem vett részt |
| 2003     | Nem vett részt | Nem vett részt | Nem vett részt | Nem vett részt | Nem vett részt | Nem vett részt | Nem vett részt | Nem vett részt |
| 2007     | Nem vett részt | Nem vett részt | Nem vett részt | Nem vett részt | Nem vett részt | Nem vett részt | Nem vett részt | Nem vett részt |
| 2011     | Nem vett részt | Nem vett részt | Nem vett részt | Nem vett részt | Nem vett részt | Nem vett részt | Nem vett részt | Nem vett részt |
| 2015     | Nem vett részt | Nem vett részt | Nem vett részt | Nem vett részt | Nem vett részt | Nem vett részt | Nem vett részt | Nem vett részt |
| 2019     | Folyamatban    | Folyamatban    | Folyamatban    | Folyamatban    | Folyamatban    | Folyamatban    | Folyamatban    | Folyamatban    |
| Összesen | Döntő          | 5/15           | 20             | 7              | 8              | 5              | 32             | 26             |

## Mezek a válogatott története során
A chilei labdarúgó-válogatott hagyományos szerelése vörös mez, kék nadrág és fehér sportszár. A váltómez pedig fehér mezből, fehér nadrágból és kék sportszárból áll. Ebben a mezösszeállításban először az 1947-es Copa Américán szerepeltek és azóta is ez a hivatalos válogatott szerelés.
Hazai
| 1910–1941 | 1941–1947 | 1947– | 1974-es vb | 1982-es vb |

|  | 1993-as Copa América | 1998-as vb | 2003–2006 | 2007–2009 | 2010-es vb | 2014-es vb | 2016-os Copa América |

Idegenbeli
| 1998-as vb | 2007–2009 | 2010-es vb | 2014-es vb |  | 2016-os Copa América |

## Játékosok

### Játékoskeret
A  2019-es Copa Américára nevezett 23 fős keret.
A pályára lépések és gólok száma a  Haiti elleni 2019. május 26-án mérkőzés után lett frissítve.
| Szám | Poszt | Név                   | Születési dátum / Kor          | Válogatottság | Gólok | Klub                 |
| ---- | ----- | --------------------- | ------------------------------ | ------------- | ----- | -------------------- |
| 1    | K     | Gabriel Arias         | 1987. szeptember 13. (37 éves) | 6             | 0     | Racing               |
| 12   | K     | Brayan Cortés         | 1995. március 11. (30 éves)    | 3             | 0     | Colo-Colo            |
| 23   | K     | Yerko Urra            | 1996. július 9. (28 éves)      | 0             | 0     | Huachipato           |
| 17   | V     | Gary Medel            | 1987. augusztus 3. (37 éves)   | 119           | 7     | Beşiktaş             |
| 18   | V     | Gonzalo Jara          | 1985. augusztus 29. (39 éves)  | 112           | 3     | Estudiantes          |
| 4    | V     | Mauricio Isla         | 1988. június 12. (36 éves)     | 108           | 4     | Fenerbahçe           |
| 15   | V     | Jean Beausejour       | 1984. június 1. (40 éves)      | 102           | 6     | Universidad de Chile |
| 5    | V     | Paulo Díaz            | 1994. augusztus 25. (30 éves)  | 17            | 0     | Al-Ahli              |
| 6    | V     | Guillermo Maripán     | 1994. május 6. (30 éves)       | 16            | 2     | Alavés               |
| 2    | V     | Óscar Opazo           | 1990. október 18. (34 éves)    | 7             | 1     | Colo-Colo            |
| 3    | V     | Igor Lichnovsky       | 1994. március 7. (31 éves)     | 5             | 0     | Cruz Azul            |
| 8    | KP    | Arturo Vidal          | 1987. május 22. (37 éves)      | 108           | 26    | Barcelona            |
| 20   | KP    | Charles Aránguiz      | 1989. április 17. (35 éves)    | 70            | 7     | Bayer Leverkusen     |
| 19   | KP    | José Pedro Fuenzalida | 1985. február 22. (40 éves)    | 48            | 4     | Universidad Católica |
| 16   | KP    | Pablo Hernández       | 1986. október 24. (38 éves)    | 27            | 3     | Independiente        |
| 13   | KP    | Erick Pulgar          | 1994. január 15. (31 éves)     | 16            | 0     | Bologna              |
| 10   | KP    | Diego Valdés          | 1994. január 30. (31 éves)     | 11            | 1     | Santos Laguna        |
| 14   | KP    | Esteban Pavez         | 1990. május 1. (34 éves)       | 5             | 0     | Colo-Colo            |
| 7    | CS    | Alexis Sánchez        | 1988. december 19. (36 éves)   | 124           | 41    | Manchester United    |
| 11   | CS    | Eduardo Vargas        | 1989. november 20. (35 éves)   | 83            | 36    | UANL                 |
| 9    | CS    | Nicolás Castillo      | 1993. február 14. (32 éves)    | 21            | 4     | América              |
| 22   | CS    | Ángelo Sagal          | 1993. április 18. (31 éves)    | 16            | 2     | Pachuca              |
| 21   | CS    | Júnior Fernándes      | 1988. április 10. (36 éves)    | 16            | 0     | Alanyaspor           |

## Válogatottsági rekordok
Az adatok 2022. november 20. állapotoknak felelnek meg.
- A még aktív játékosok félkövérrel vannak megjelölve.

### A legtöbb válogatottsággal rendelkező játékosok
| Rank | Játékos          | Mérkőzés | Gólok | Időszak   |
| ---- | ---------------- | -------- | ----- | --------- |
| 1    | Alexis Sánchez   | 152      | 50    | 2006–     |
| 1    | Gary Medel       | 152      | 7     | 2007–     |
| 3    | Claudio Bravo    | 144      | 0     | 2004–     |
| 4    | Arturo Vidal     | 137      | 33    | 2007–     |
| 5    | Mauricio Isla    | 136      | 5     | 2007–     |
| 6    | Gonzalo Jara     | 115      | 3     | 2006–2019 |
| 7    | Jean Beausejour  | 109      | 6     | 2004–2021 |
| 8    | Eduardo Vargas   | 106      | 40    | 2009–     |
| 9    | Charles Aránguiz | 97       | 7     | 2009–     |
| 10   | Leonel Sánchez   | 85       | 24    | 1955–1968 |

### Legtöbb gólt szerző játékosok

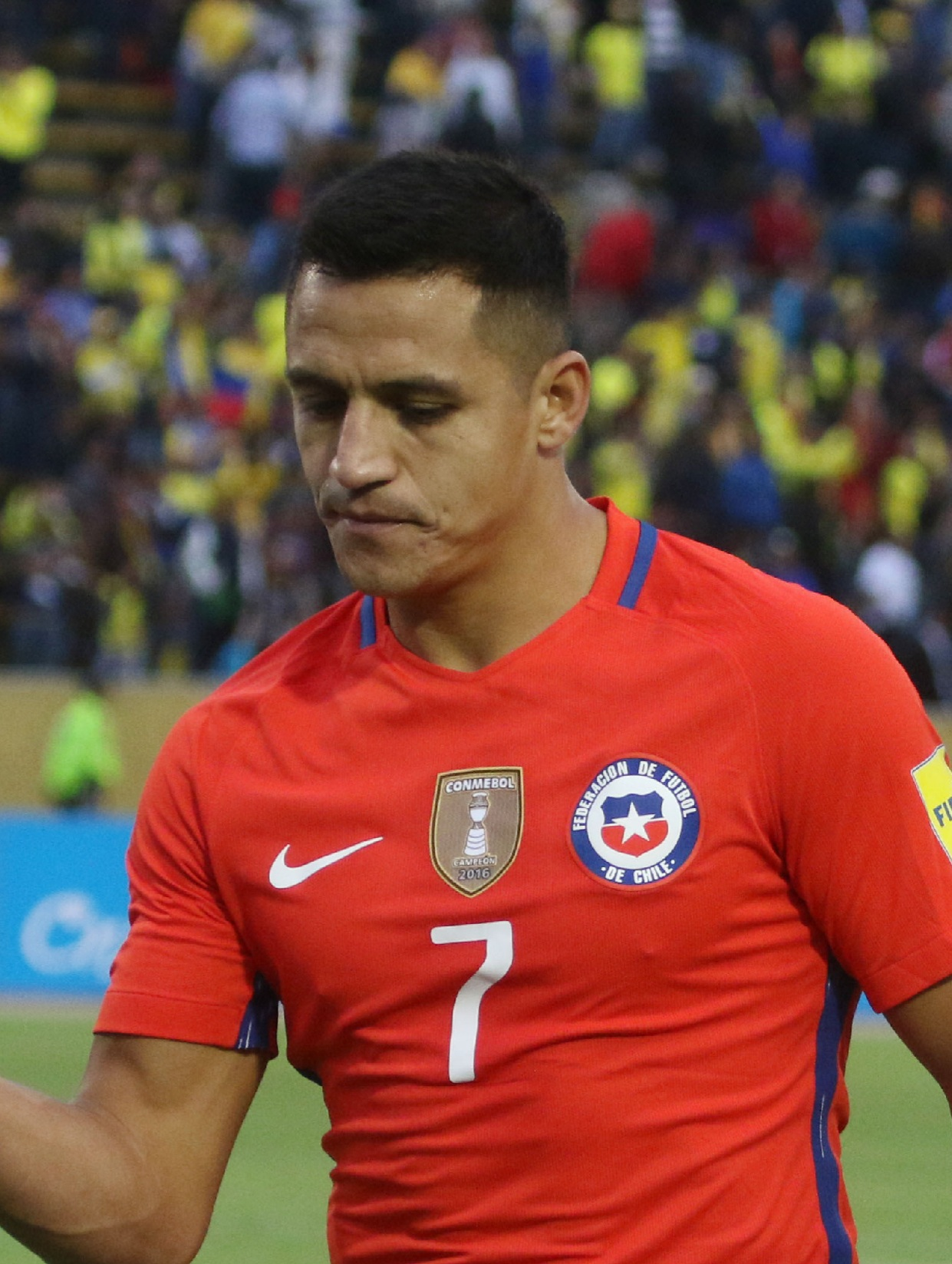
Alexis Sánchez a válogatott történetének legeredményesebb játékosa 50 góllal.

| #  | Játékos              | Gólok | Mérkőzés | Arány | Időszak   |
| -- | -------------------- | ----- | -------- | ----- | --------- |
| 1  | Alexis Sánchez       | 50    | 152      | 0.33  | 2006–     |
| 2  | Eduardo Vargas       | 40    | 106      | 0.38  | 2009–     |
| 3  | Marcelo Salas        | 37    | 70       | 0.53  | 1994–2007 |
| 4  | Iván Zamorano        | 34    | 69       | 0.49  | 1987–2001 |
| 5  | Arturo Vidal         | 33    | 137      | 0.24  | 2007–     |
| 6  | Carlos Caszely       | 29    | 49       | 0.59  | 1969–1985 |
| 7  | Leonel Sánchez       | 24    | 85       | 0.28  | 1955–1968 |
| 8  | Jorge Aravena        | 22    | 37       | 0.59  | 1983–1990 |
| 9  | Humberto Suazo       | 21    | 60       | 0.35  | 2005–2013 |
| 10 | Juan Carlos Letelier | 18    | 57       | 0.32  | 1979–1989 |

## Szövetségi kapitányok
| Időszak | Kapitány            |
| ------- | ------------------- |
| 1916    | Carlos Fanta        |
| 1917    | Julián Bertola      |
| 1918–19 | Hector Parra        |
| 1920–22 | Juan Carlos Bertone |
| 1924    | Carlos Acuña        |
| 1926    | José Rosetti        |
| 1928    | Frank Powell        |
| 1930    | Orth György         |
| 1936–39 | Pedro Mazullo       |
| 1941    | Garay Miksa         |
| 1941–45 | Plattkó Ferenc      |
| 1946–56 | Luis Tirado         |
| 1956–57 | José Salerno        |

| Időszak | Kapitány             |
| ------- | -------------------- |
| 1957    | Pákozdi László       |
| 1958–62 | Fernando Riera       |
| 1962–65 | Francisco Hormazábal |
| 1965–66 | Luis Álamos          |
| 1966–67 | Alejandro Scopelli   |
| 1968–69 | Salvador Nocetti     |
| 1970    | Francisco Hormazábal |
| 1970    | Fernando Riera       |
| 1971    | Luis Vera            |
| 1971–72 | Raúl Pino            |
| 1972    | Rudi Gutendorf       |
| 1973–74 | Luis Álamos          |
| 1974–75 | Pedro Morales        |

| Időszak | Kapitány          |
| ------- | ----------------- |
| 1976–77 | Caupolicán Peña   |
| 1977–82 | Luis Santibáñez   |
| 1983    | Luis Ibarra       |
| 1984    | Isaac Carrasco    |
| 1984    | Vicente Cantatore |
| 1985    | Pedro Morales     |
| 1986    | Luis Ibarra       |
| 1987    | Orlando Aravena   |
| 1987    | Manuel Rodríguez  |
| 1988–89 | Orlando Aravena   |
| 1990–93 | Arturo Salah      |
| 1993    | Nelson Acosta     |
| 1994    | Mirko Jozić       |

| Időszak   | Kapitány           |
| --------- | ------------------ |
| 1995–1996 | Xabier Azkargorta  |
| 1996–2000 | Nelson Acosta      |
| 2001      | Pedro García       |
| 2001      | Jorge Garcés       |
| 2002      | César Vaccia       |
| 2003–05   | Juvenal Olmos      |
| 2005–2007 | Nelson Acosta      |
| 2007–2011 | Marcelo Bielsa     |
| 2011–2012 | Claudio Borghi     |
| 2012–2016 | Jorge Sampaoli     |
| 2016–2017 | Juan Antonio Pizzi |
| 2018–2021 | Reinaldo Rueda     |
| 2021–2022 | Martín Lasarte     |
| 2022–     | Eduardo Berizzo    |

## Lásd még
- Chilei női labdarúgó-válogatott